# Fielder Cook
Fielder Cook est un réalisateur américain né à Atlanta (Géorgie) le 9 mars 1923, mort le 20 juin 2003 à Charlotte (Caroline du Nord). Il étudia la littérature et l'art à l’Université de Washington et fut reçu comme bachelier en Art.

## Filmographie partielle

### Cinéma
- 1966 : Gros Coup à Dodge City
- 1968 : Prudence et la Pilule (Prudence and the Pill)
- 1968 : Bague au doigt, corde au cou (How to Save a Marriage and Ruin Your Life)
- 1972 : Eagle in a Cage
- 1973 : From the Mixed-Up Files of Mrs. Basil E. Frankweiler
- 1986 : Seize the Day (en)
- 1987 : A Special Friendship
- 1997 : The Member of the Wedding

### Télévision
- 1973 : Miracle sur la 34e rue (Miracle on 34th Street) (téléfilm)
- 1978 : Le Dernier match (A Love Affair: The Eleanor and Lou Gehrig Story) (téléfilm)
- 1982 : Family Reunion (en) (téléfilm)
- 1985 : Tous les fleuves vont à la mer (télésuite en 4 épisodes)